# International Cactaceae Systematics Group
International Cactaceae Systematics Group es un grupo de trabajo formado para promover de forma internacional la clasificación de todas las especies dentro de la familia de los cactus.
"para explorar la posibilidad de llegar a un consenso sobre la clasificación genérica de la familia"
- Hunt & Taylor, 1986, 86
Se ha considerado de gran importancia para llegar a una norma internacional relativa a la taxonomía y la nomenclatura de los cactus, y también para discutir los intereses económicos y la conservación de las cactáceas. Las primeras reuniones se celebraron en el Real Jardín Botánico de Kew en el año 1984.